# Лю Бомин
Лю Бомин (на традиционен китайски: 劉伯明, на опростен китайски: 刘伯明, на пинин: Líu Bó Míng) е 5-ия китайски космонавт, 484-ти в света.

## Биография
Роден е на 16 септември 1966 г. в Иан, провинция Хъйлундзян, Китай в селско семейство.
През 1985 г. постъпва в Народоосвободителната армия на КНР (НОАК).
През 1986 г. постъпва в Комунистическия младежки съюз на Китай, а от 1990 г. е член на Китахската комунистическа партия (КПК).
През януари 1998 г. официално е включен в групата на първите космонавти на Китай.
През 2005 г. е включен като кандидат в състава на екипажа на кораба „Шънджоу 6“.
На 25 септември 2008 г. извършва първия си космически полет в състава на екипажа на кораба „Шънджоу 7“.
Лиу Бомин е женен за Чжан Яо, и имат една дъщеря.